# 信仰的女人
《信仰的女人》（英語：Women of Faith），是一部在2009年上映的紀錄片，探討女性成為修女的原因。

## 內容
《信仰的女人》探討後女性主义時代的女性為何選擇成為成為天主教修女；片中有多名修女的訪問片段，她們來自貧窮修女會、瑪利諾修女會等組織。這些修女有些活躍，有些愛好沉思；有修女曾是女同性戀者，有人則成為了一名女性神父，違反羅馬天主教的規範，因而面臨逐出教會。她們接受採訪，分享個人的宗教和政治信仰，以及對天主教會看待避孕、同性戀和女性神職授任的看法。有修女認為自己正在探求上帝，承認教會有罪；不少修女和前修女質疑女性在教會裡次要、顺从的角色，例如女性不可擔任神父的規定。

## 製作
《信仰的女人》不設有旁白，修女們的訪問片段不會得到詮釋或評論；導演阿爾文提出天主教會內女性角色的問題，但又避免就問題作出回答或總結，而是容許受訪的修女自己說故事，希望能令讓觀眾面對自己的刻板印象，重新審視自己的信念。
阿爾文在2002年開始製作此電影，當時她對修女感到好奇，認為她們是聰慧的現代女性，甚至堪稱為女權主義者。

## 外部連結
- 互联网电影数据库（IMDb）上《信仰的女人》的资料（英文）
- 爛番茄上《信仰的女人》的資料（英文）
- YouTube上的WOMEN OF FAITH | Women Make Movies | Clip